# Echinorhynchus armoricanus
Echinorhynchus armoricanus is een soort haakworm uit het geslacht Echinorhynchus. De worm behoort tot de familie Echinorhynchidae. Echinorhynchus armoricanus werd in 1969 beschreven door Golvan.